# Leonardo (companie)
Leonardo este un lanț de magazine din România care comercializează încălțăminte.
La sfârștiul anului 2008 deținea 175 de magazine în România și încă 25 în Ungaria, Bulgaria și Moldova.
În anul 2009, compania a închis 30 de magazine și a disponibilizat 600 de angajați
În octombrie 2009, a cerut intrarea în insolvență după eșecul câtorva planuri de reorganizare.
În august 2010 elaborează planul de reorganizare prin care din datoria de 117 mil euro se angajează să returneze băncilor suma de 8 mil euro iar datoriile către bugetul de stat și către furnizori declară că nu le poate plăti.
Număr de angajați:
- 2012: 1.100[4]
- 2008: 3.000[1]

Cifra de afaceri:
- 2012: 219,7 milioane lei[4]
- 2009: 100 milioane euro[5]
- 2008: 135,9 milioane euro[2]
- 2007: 120 milioane euro[1]